# Шин Фейн
Шин Фейн (на ирландски: Sinn Féin, буквално: „самите ние“ на ирландски, изменено на английски – ourselves alone („самите ние другите“) е ирландско политическо течение и име на редица политически партии през XX век, всяка от които изявява претенции, че произлиза от първоначалната партия с това име, основана от ирландския националист Артър Грифит през 1905 г.
Понастоящем най-голяма такава организация е „Временната Шин Фейн“, която от 1983 до 2018 г. е ръководена от Джери Адамс. Тя е представена в Асамблеята на Северна Ирландия, в парламентите на Великобритания (в работата на който представителите на Шин Фейн традиционно отказват да вземат участие) и на Ирландия, в Европейския парламент (в подгрупата на обединените леви от ляво-зелената група). Критикуват правителствата на Ирландия и Великобритания заради предполагаема връзка с ИРА, която самата партия отрича. Партията се придържа към социалистическа ориентация и се застъпва за единна Ирландия.

## Раждане на движението
Sinn Féin започва своята политическа активност основно с пропаганда, заявявайки желанието за независимост на Ирландия, а първоначалната ѝ политическа платформа е едновременно консервативна и монархическа, застъпвайки се за англо-ирландска двойна монархия, обединена с Британската корона (вдъхновена от австро-унгарското съглашение).